# Bingewatchen
Bingewatchen ([ˈbɪnʒwɔtʃə(n] of binsj-watsjen), ook wel gekend als comakijken of marathonkijken, is het lang achter elkaar kijken van meerdere afleveringen van een serie of films. Het woord comakijken is opgenomen in de Woordenlijst Nederlandse Taal van de Nederlandse Taalunie, en werd in 2013 genomineerd als Woord van het jaar.

## Ontstaan
Al vanaf 1990 was het mogelijk met video on demand om zelf te kiezen wanneer men een film keek. Ook mede door de videorecorder en dvd-box-verzamelingen van populaire televisieseries was het mogelijk dat men onafhankelijk van een uitzendschema van de televisie kan kijken. Ondanks dat het opeenvolgend achter elkaar kijken van meerdere afleveringen als fenomeen niet nieuw is, paste Netflix het als eerste op grote schaal succesvol toe. Kijkers kunnen, in tegenstelling tot wachten op het uitkomen van een dvd-box, direct starten met elke film of serie. Men moest voorheen een week wachten op de volgende aflevering, of een jaar op het volgende seizoen.
De term bingen (uitspraak: binsjen) raakte in 2009 in opkomst als aanduiding voor overmatige consumptie van voedsel of drank. Volgens het Engelse dialectwoordenboek 'Leicestershire Words, Phrases, and Proverbs' uit 1848 zou het woord to binge te herleiden zijn naar het Duitse woord benetzen (bevochtigen). Diensten als Netflix en Hulu zijn met name verantwoordelijk voor het verspreiden van de term binge-watch.
De trend van het langdurig televisieseries kijken is sterk gegroeid naarmate het aanbod toenam op streamingsites en -zenders als Netflix, HBO, Hulu, RTL XL, Videoland, NLZiet, Film1 en iTunes. Het werd steeds eenvoudiger om meerdere afleveringen van een serie achter elkaar te bekijken.
Er is geen specifiek aantal afleveringen dat achter elkaar moet worden gekeken om het een binge te noemen, dit is een subjectief aantal dat verschilt per persoon.
Comakijken als hobby groeide als onderdeel van Het Nieuwe Televisiekijken, en is een andere kijkervaring die men meestal alleen doet. Het kijken van zes afleveringen voelt als een prestatie, terwijl het kijken van een film van zes uur voelt als een uitputting.
In 2017 keken zes op de tien Nederlanders meer dan een aflevering achter elkaar. Ook groeide het aantal abonnementen van Netflix van 1,1 miljoen naar 2,3 miljoen. Andere grote aanbieders in Nederland zijn Videoland en RTL XL.
In 2019 is Netflix de meest gebruikte aanbieder van video on demand ter wereld.

## Redenen voor bingewatchen
Voor het bingewatchen worden de volgende redenen opgegeven.
1. Betere diepgang met het verhaal
2. Gevoel van voltooiing
3. Mee kunnen praten in sociale situaties
4. Gemak
5. Inhalen van afleveringen
6. Ontspanning en nostalgie
7. Gulzigheid
8. Gelegenheid

Ook worden de volgende redenen genoemd:
1. Het willen zien van de hele serie
2. Geen week willen wachten op plotontwikkelingen
3. Beschikbaarheid en opvulling van vrije tijd
4. Verslaafd geraakt aan de serie
5. Het blijven volgen van de verhaallijn
6. Geen spoilers willen lezen op internet
7. Het seizoen of de hele serie zo snel mogelijk afkijken

## Populaire series
Enkele populaire series die vaak achter elkaar worden gekeken zijn:
- Archer
- Battlestar Galactica
- Breaking Bad
- Buffy the Vampire Slayer
- Game of Thrones
- House of Cards
- Parks and Recreation
- Stranger Things
- The Walking Dead
- True Detective
- Twin Peaks
- Westworld

In Vlaanderen zijn de populaire series Chaussée d'Amour, F.C. De Kampioenen, The Walking Dead, Gent-West en Game of Thrones. Men kijkt niet noodzakelijk meer televisie, maar wel gerichter en selectiever.

## Effect op welzijn
Er zijn nog maar heel weinig studies gedaan naar de invloed van comakijken op het welzijn. Een recent onderzoek toont aan dat er mogelijks negatieve effecten zijn op het welzijn. Er zou vooral een effect zijn op levenstevredenheid en depressie. Het effect zou mede bepaald worden door het vermoeidheid en slapeloosheid ten gevolge van het marathonkijken. Eerder werd dit effect ook al onderzocht en aangetoond.
Ondanks de steeds langere video's die videoplatform YouTube haar gebruikers aanbeveelt, nam het in 2018 in haar app de "neem een pauze"-functie in gebruik waarbij gebruikers een melding ontvangen na een instelbare tijdsinterval. Met deze functie wordt de video gepauzeerd. YouTube is hiermee de eerste die haar gebruikers wijst om te stoppen met kijken.
Naast de educatieve waarde van televisie, werkt dit ook als ontspanning tegen stress, een manier om te kunnen ontsnappen aan de dagelijkse problemen, en een verrijking van de fantasie. Een dienst als Netflix speelt hier op in door het bijhouden welke woorden en afbeeldingen het vaakst worden aangeklikt om te worden bekeken. Netflix heeft een functie die als aanmoediging laat zien hoe ver iemand in de serie zit, en toont standaard de volgende aflevering van de serie. Als gevolg van deze manipulatie worden tieners gedwongen tot afkicken.
Comakijken kan gezien worden als een gedragsverslaving, maar er is geen eenvoudig antwoord op de vraag of comakijken echt slecht is. Volgens auteur Emil Steiner heeft de persoon in kwestie controle over wat en wanneer hij kijkt, maar dat er onderhandeld met jezelf moet worden over wanneer te stoppen. Er is de opvatting dat televisiekijken een luie en domme activiteit is, maar dat de culturele opvatting hierover langzaam veranderd.
Psychology Today gaf in 2014 aan dat met name de lage drempel ervoor zorgt dat kijkers verslaafd raken aan het marathonkijken; een volgende aflevering start met slechts een druk op de knop. Bij een gehouden onderzoek zouden direct na een aflevering de waarden van cortisol en oxytocine hoger zijn. Kijkers zouden ook sterke empathische gevoelens ontwikkelen en emotioneel verbonden raken met het verhaal. Kijkers gaven aan dat het marathonkijken een prettige uitvlucht is van hun drukke levens, en dat het leuker is dan het kijken van slechts een aflevering.

## Link met persoonlijkheid
Er zou ook een link zijn tussen comakijken en persoonlijkheid. Personen die comakijken scoren (volgens het model van de Big Five) hoger op openheid en neuroticisme, en lager op consciëntieusheid en extraversie.

## Wereldrecord
Op 2 oktober 2015 werd door Tom de Rijk en Ruden Nijsse in Utrecht tijdens het Nederlands Film Festival het wereldrecord televisieseries kijken verbroken. Het duo werd in een glazen kas opgesloten waar zij 94 uur lang naar afleveringen van series keken. Het vorige record stond op 91 uur dat in Canada werd vastgelegd. Het record werd opgenomen in het Guinness Book of Records.